# Cerkljanska Dobrava
Cerkljanska Dobrava je naselje v Občini Cerklje na Gorenjskem.